# Lucius Valerius Optatus

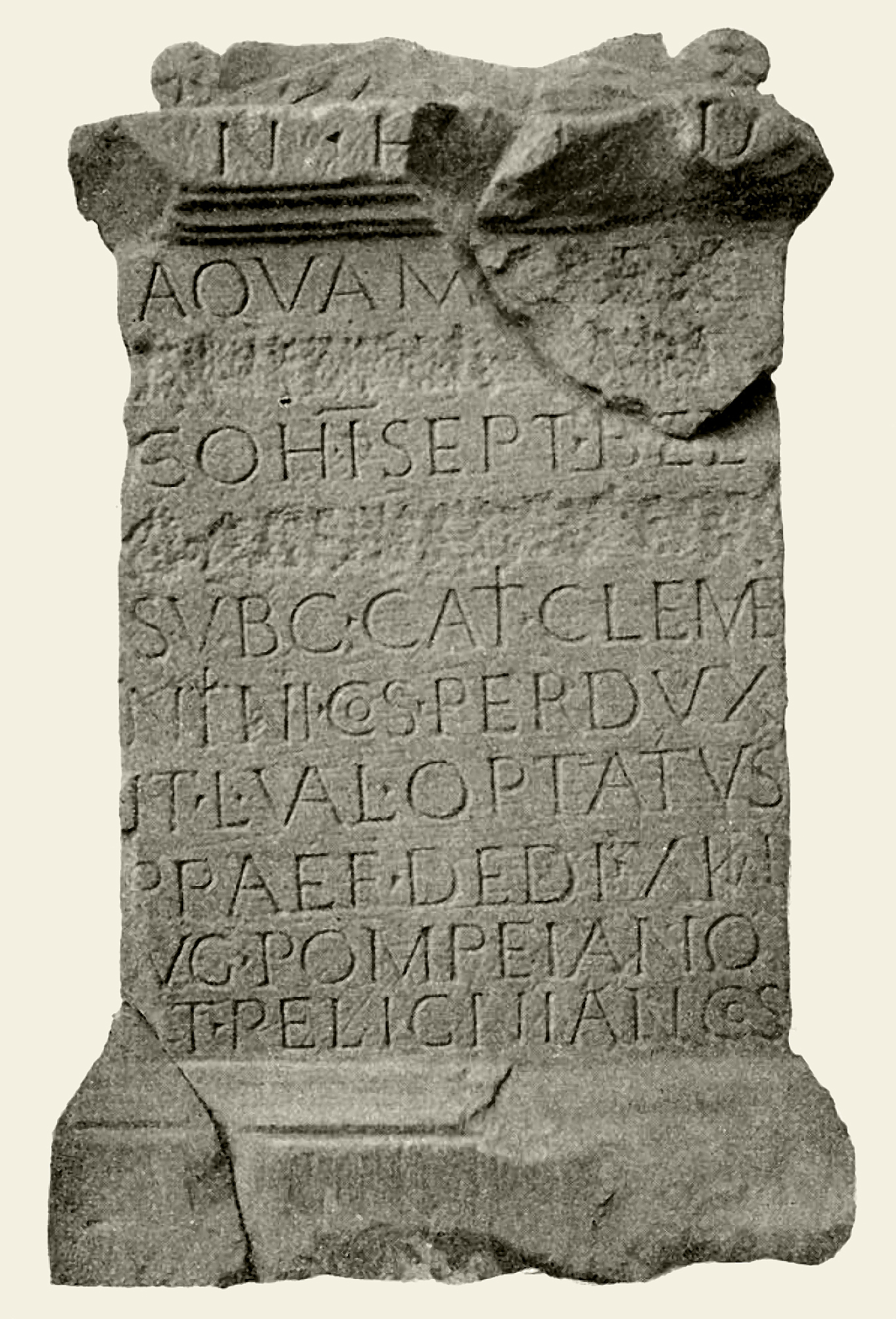
Die Inschrift

Lucius Valerius Optatus war ein im 3. Jahrhundert n. Chr. lebender Angehöriger des römischen Ritterstandes (Eques).
Durch eine Inschrift, die beim Kastell Öhringen-West gefunden wurde und die auf den 23. Juli 231 datiert ist, ist belegt, dass Optatus Kommandeur (Präfekt) der Cohors I Septimia Belgarum Alexandriana war, die zu diesem Zeitpunkt in der Provinz Germania superior stationiert war.